# Piz Lagrev
Il Piz Lagrev (3.165 m s.l.m.) è una montagna delle Alpi dell'Albula nelle Alpi Retiche occidentali.

## Descrizione
Si trova in Svizzera (Canton Grigioni). La montagna si colloca a nord del lago di Sils ed a sud dello Julierpass.